# Valentín Paz-Andrade
Valentín Paz-Andrade (Pontevedra, Galiza, 23 de abril de 1898 - Vigo, Galiza, 19 de maio de 1987) foi um jurista, economista, escritor, poeta e jornalista galego. O Dia das Letras Galegas do ano 2012 foi dedicado a este escritor.

## Obras
- Pranto matricial (1955) ISBN 978-84-85134-04-5.
- Los derechos sobre el espacio marítimo (1960) ISBN 978-84-290-0260-7.
- La anunciación de Valle-Inclán (1967) ISBN 978-84-7339-537-3.
- Sementeira do vento (1968) ISBN 978-84-7154-087-4.[1]
- La marginacíón de Galicia (1970) ISBN 978-84-323-0027-1.
- X. R. Barreiro Fernández, F. Díaz-Fierros ..., Los Gallegos, (1976), La sociedad y la economía, (1975), página 45-93.[2]
- A galecidade na obra de Guimarães Rosa (1978) ISBN 978-84-85134-92-2.
- Cen chaves de sombra (1979) ISBN 978-84-7492-007-9.[3]
- Castelao na luz e na sombra (1982) ISBN 978-84-7492-130-4.
- Galiza lavra a sua imagem (1985) ISBN 978-84-7492-258-5.
- O legado xornalístico de Valentín Paz-Andrade (1997) ISBN 978-84-88254-53-5.
- Epistolario, (1997) ISBN 978-84-7492-841-9.